# Henry Mortimer Durand

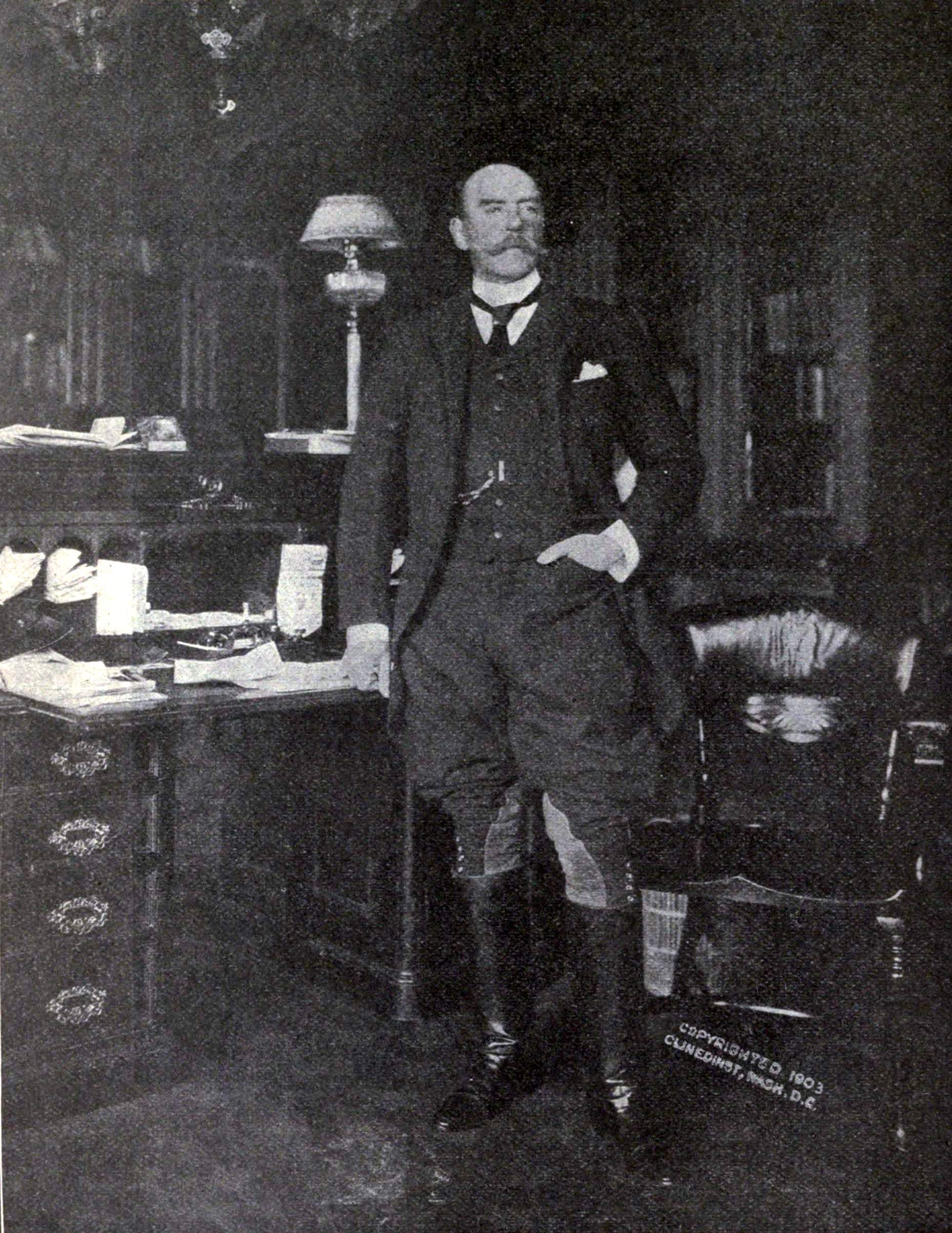
Mortimer Durand, 1903.

Henry Mortimer Durand, född 14 februari 1850, död 8 juni 1924, var en brittisk diplomat. Han var son till Henry Marion Durand.
Durand var under det afghanska fälttåget politisk sekreterare hos general Abraham Roberts, 1880-84 understatssekreterare i indiska utrikesdepartementet, 1884-94 utrikessekreterare där, 1894-1900 brittisk minister i Teheran, 1900-03 ambassadör i Madrid, och 1903-06 i Washington, D.C.. Durand författade biografier över sin far (2 band, 1883) samt över Nadir Shah (1908), sir Alfred Comyn Lyall (1913) och sir George Stuart White (1915).